# Henrik König
Henrik König (Brema, 1642 – Amburgo, 1720) è stato un mercante svedese, commissario, co-fondatore e uno dei primi direttori della Compagnia svedese delle Indie orientali. Con i suoi interessi marittimi e i suoi commerci fu nominato cavaliere svedese nel 1714. La sua famiglia vive ancora oggi.